# El Solitario (luchador)
Roberto González Cruz (Teocaltiche, Jalisco, 22 de mayo de 1946 - Guadalajara, Jalisco, 6 de abril de 1986), más conocido como El Solitario, fue un luchador profesional mexicano. Durante su carrera, trabajó para importantes empresas de la lucha libre como la Empresa Mexicana de Lucha Libre (EMLL) y en la Universal Wrestling Association (UWA).

## Biografía

### Primeros años
Roberto González Cruz provenía de una familia de clase trabajadora y era el menor de siete hijos. A la edad de doce años, su hermano mayor Jesús, que también era un luchador profesional, comenzó a enseñarle movimientos básicos de lucha libre. En 1959, el hermano de González Cruz fue asesinado en el ring mientras luchaba como Othon Banzica, pero en lugar de disuadirse, González Cruz se inspiró en su muerte y se dedicó a la lucha libre. Comenzó a entrenar bajo la tutela de Joe el Hermoso e hizo su debut en la lucha libre en 1960 a la edad de catorce años.

### Carrera
Roberto González Cruz fue inicialmente acusado de ser el hijo del legendario luchador El Santo, pero luego cambió su nombre a El Zica II en honor a su hermano fallecido. González Cruz se mudó a Tijuana, Baja California, para seguir su carrera como luchador, pero tuvo dificultades para encontrar un trabajo regular ya que era joven y todavía pequeño en ese momento. Continuó trabajando en arenas locales hasta que comenzó a hacerse un nombre mientras crecía físicamente y refinaba sus habilidades de lucha.

### Nace El Solitario
Cruz se dio cuenta de que para llevar su carrera al siguiente nivel, tendría que seleccionar un nombre y un personaje más agradables para la multitud. Eligió el nombre de El Solitario, derivado del popular personaje de cómic El Llanero Solitario. También adoptó su ahora característico traje de color dorado y negro y su máscara dorada con un fleco alrededor de los ojos que representa la máscara del Llanero Solitario. Después del cambio, los promotores y los fanáticos se dieron cuenta del nuevo luchador dinámico.

### Debut en la Arena Coliseo
El 16 de noviembre de 1965, El Solitario se enfrentó a Panchito Ramírez en el Arena Coliseo ubicado en Guadalajara. Debutó en Arena Coliseo en la Ciudad de México el 6 de septiembre de 1966, cuando derrotó a Tony Reyna. En 1966, El Solitario derrotó y desenmascaró a Águila Tapatía, a lo que siguió una victoria sobre Mano Blanca. Ganó su primer título mundial cuando derrotó al campeón de peso wélter occidental a Luís González.
El Solitario ahora trabajaba para la Empresa Mexicana de Lucha Libre (EMLL), la compañía más grande de México. Fue catapultado al estrellato dentro del mundo de la lucha libre cuando derrotó al veterano Rey Mendoza en una lucha de máscara contra cabellera el 13 de diciembre de 1968. Unas semanas más tarde, derrotó a otra leyenda, René Guajardo, y también se peinó en otro combate de apuestas.

### La Ola Blanca
El Solitario formó un trío de lucha junto al Dr. Wagner y Ángel Blanco; El grupo era conocido como "La Ola Blanca". Estaba luchando como un rudo en este momento, pero cuando sus compañeros, el Dr. Wagner y Ángel Blanco se volvieron contra él, se convirtió en uno de los técnicos más populares de su época. También comenzó una legendaria rivalidad entre él, Wagner y Blanco. Continuó luchando individual durante este tiempo, y en 1969 fue derrotado al disputar el título mundial de peso medio de la NWA ante El Rayo de Jalisco en la Arena Coliseo de Guadalajara, Jalisco. En 1970 El Solitario ganó el título de peso semipesado de la NWA al derrotar a Ray Mendoza. En 1972 desenmascaró a su rival, Ángel Blanco, en el ring.

### Gira a Japón
El Solitario fue una de las primeras estrellas en dejar EMLL para unirse a la promoción de la Universal Wrestling Association (UWA), dirigida por Francisco Flores y Ray Mendoza. Ganó el primer título de peso pesado junior de la UWA en 1982. También realizó una gira por Japón en 1972, 1979 y 1981, donde se enfrentaría y se uniría con estrellas de primer nivel como Tiger Mask y Tatsumi Fujinami, junto con otros luchadores mexicanos como Chavo Guerrero y El Canek. No pudo exhibir completamente sus habilidades de lucha libre durante sus giras, ya que la fórmula de la división juvenil en Japón consistía en luchadores japoneses populares que se enfrentaban a los extranjeros rudos. Sin embargo, ganó seguidores fuera de México como resultado de esas giras.

### Los Tres Caballeros
Mientras estuvo en México, siguió siendo una de las estrellas más populares en todo el país. A principios de la década de 1980, formó un equipo de tríos de corta duración con Aníbal y Villano III, el grupo era conocido como Los Tres Caballeros que terminó cuando Aníbal se volvió contra El Solitario. Ganó el título NWA Junior Light Heavyweight en 1980 y 1981. 

### Campeón Mundial de Peso Medio
En 1982, ganó el Campeonato Mundial Peso Medio de la NWA. Ese mismo año participó en la última lucha de la carrera de El Santo cuando se unió a las leyendas El Santo, Gory Guerrero y Huracán Ramírez para derrotar a El Signo, Negro Navarro, El Texano y Perro Aguayo. Quizás su mayor enfrentamiento tuvo lugar el 1 de diciembre de 1985, cuando derrotó y desenmascaró al Dr. Wagner en una lucha de máscara contra máscara.

### Muerte
El Solitario había sufrido lesiones durante la última parte de su carrera, lo que resultó en varias infecciones y enfermedades. Durante su lucha contra Fishman, se volvió a lesionar y fue llevado al hospital quejándose de dolor abdominal. Inicialmente, sus médicos diagnosticaron erróneamente su condición y luego se descubrió que sufría una hemorragia interna que requería cirugía inmediata. 
El 6 de abril de 1986, a la edad de 39 años, El Solitario murió mientras estaba en la mesa de operaciones como resultado de un paro cardíaco debido a las complicaciones de la cirugía.

### Mito de la muerte de El Solitario
Hubo un mito acerca de que El Solitario y Ángel Blanco hicieron un macabro pacto de muerte el cual consistía en que el primero que muriera, tenía que venir a contar al otro cómo era el más allá, así fue que el día 26 de abril del mismo año, tres semanas después de su muerte el auto que transportaba a Vargas, Dr. Wagner, Mano Negra, Solar I y Jungla Negra de regreso a Monterrey Después de trabajar en Nuevo Laredo, Tamaulipas, se estrelló cuando uno de los neumáticos explotó. Vargas, el conductor del automóvil, murió en el impacto, mientras que González sufrió un daño severo en la columna y fue trasladado de urgencia al hospital para una cirugía de emergencias Los tres luchadores restantes, Mano Negra, Solar I y Jungla Negra todos pasajeros en el asiento trasero, solo sufrieron heridas leves por el accidente. González tuvo que colocarle alambres de acero en la columna vertebral para estabilizarlo, pero la lesión lo dejó en silla de ruedas. Los médicos le dijeron que nunca volvería a caminar, pero que luego aprendería a caminar con el uso de un bastón.

### Legado
Aunque la vida de El Solitario fue bastante corta, su carrera profesional abarcó más de veinticinco años y es considerado como uno de los mejores luchadores profesionales mexicanos de todos los tiempos. Fue incluido en el Salón de la Fama del Wrestling Observer Newsletter en 1996.
Su hijo, El Hijo del Solitario, hizo su debut en la lucha libre en 1990.

## Campeonatos y logros
- Empresa Mexicana de Lucha Libre
  - Campeonato Mundial de Peso Semicompleto de la NWA (1 vez)[4]
  - Campeonato Mundial de Peso Medio de la NWA (1 vez)[4]

- Universal Wrestling Association
  - Campeonato Mundial de Peso Semicompleto de la UWA (1 vez)[4]
  - Campeonato Mundial de Peso Pesado Junior de la UWA (1 vez)[4]
  - Campeonato Mundial de Peso Semicompleto Junior de la UWA (2 veces)[4]

- Wrestling Observer Newsletter awards
  - Wrestling Observer Newsletter Hall of Fame (1996)